# Assum
Assum is een dorp (of buurtschap) in de gemeente Uitgeest, in de Nederlandse provincie Noord-Holland. De buurtschap Assum is van oorsprong een zelfstandig dorp, maar inmiddels opgenomen door het grotere Uitgeest. Assum is gelegen tussen Uitgeest en Heemskerk in. Door deze oorspronkelijke zelfstandigheid is deze plaatsnaam nog steeds terug te vinden in plaatsnaamregisters en bijvoorbeeld de telefoongids op internet.
Assum bestaat uit circa 30 woningen, waaronder een aantal agrarische bedrijfswoningen. Tot ongeveer 1990 was Assum vrij gelegen in een agrarisch gebied. Door de groei van Uitgeest met de wijken Kleis en Waldijk nadert de bebouwing van Uitgeest de buurtschap Assum.

## Oudste vermelding en naamsverklaring
1397 Assem.
Waarschijnlijk samengesteld uit ask "essenboom" of persoonsnaam Ake, en heem "woonplaats".

## Vroegste bewoning
Assum is lang geleden ontstaan op een strandwal die zuidwest-noordoost is georiënteerd, nabij de oever van de Oer-IJ. De historie van Assum gaat veel verder terug dan bijvoorbeeld de kern Uitgeest. Archeologisch onderzoek heeft aangetoond dat bewoners rond 450 voor Christus neerstreken in een periode waarin de activiteiten van de zee, die de bewoonbaarheid van dit gebied destijds nog sterk beïnvloedde, rustig te noemen zijn. Zij bouwden hun eenvoudige houten woningen op de daarvoor meest gunstige plaatsen zoals de strand- en stroomwallen, die hoger lagen dan de omgeving. Assum was een plaats die aan deze eis voldeed. Deze vroege bewoning zou zich voortzetten tot ver in de Romeinse Tijd. Assum is dan ook een belangrijke archeologische vindplaats en aangemerkt als beschermde archeologische zone. In nabijheid van Assum zijn belangrijke vondsten gedaan, zoals waterputten, Romeins-inheemse potten en scherven, resten van nederzettingen en een boomstamkano. Volgens overlevering waren er ooit twee kloosters op Assum.

## Geschiedenis vanaf de Middeleeuwen

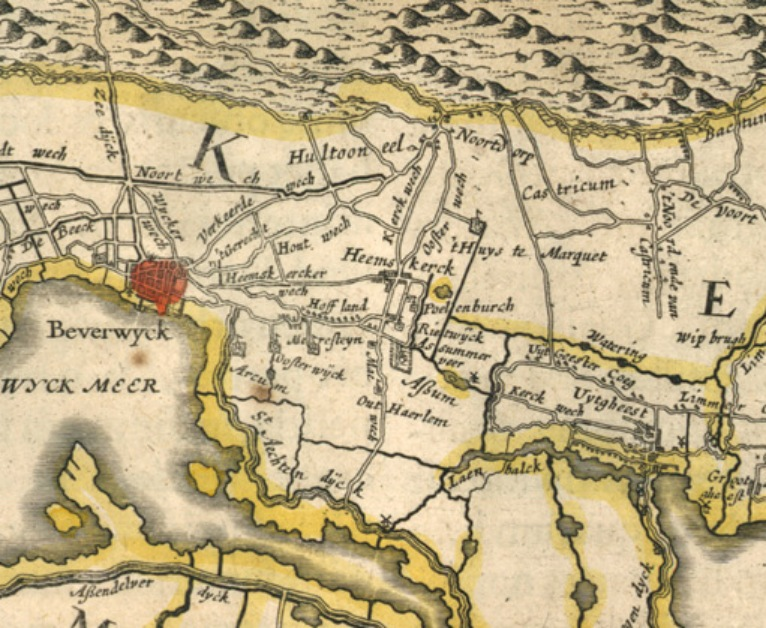
Een kaart uit 1645 met Heemskerk en Assum

Op oude landkaarten wordt Assum al aangeduid als belangrijke plaats, overigens soms geschreven met ringel-S in plaats van de dubbele-S. Niet in de laatste plaats door het belangrijke Assummerveer (of "veer te Assum"), een veerverbinding die Uitgeest en Heemskerk, toen nog van elkaar gescheiden door water, met elkaar verbond. Op initiatief van Anna van Renesse is rond 1662 dit veer vervangen door een dijk met tolweg (die thans nog Tolweg heet), met aan de zijde van Assum het Assummertolhek. Deze aanduidingen zijn op belangrijke oude kaarten te vinden van bijvoorbeeld kaartenmakers als Blaeu.

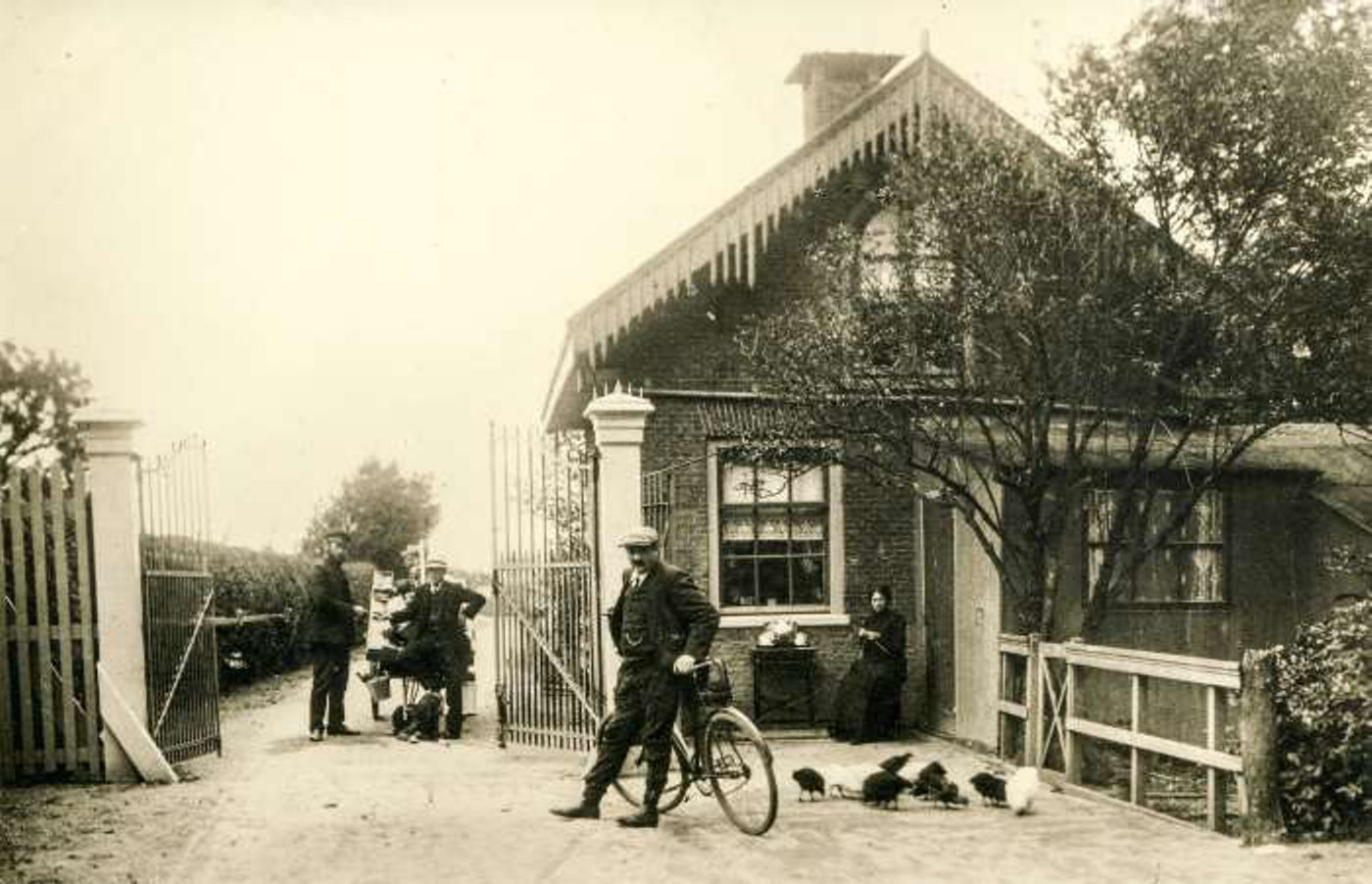
Het tolhek omstreeks 1914

Ook de "Assummerweg" is op oude kaarten te vinden, de weg die Uitgeest met Assum verbond. In de tijd dat verharding wenselijk werd voor het verkeer, is dit pad verworden tot een plankenpad op klei. De naam van de Assummerweg is hierdoor langzaam gewijzigd in "Kleis", de naam die de weg nog steeds draagt.

## Twintigste eeuw
"Op Assum" waren voornamelijk agrarische bedrijven gevestigd. Er werd in 1915 een melkfabriek opgericht onder de naam "Coop. Zuivelfabriek Assumburg" op Assum 16. Deze werd opgeheven in 1937 door een fusie met de zuivelfabriek van Assendelft. De fabriek was het kleinere broertje van de zuivelfabriek te Uitgeest aan de spoorlijn, gebombardeerd op 26 februari 1945, later herbouwd als Hollandsche Melk Suikerfabriek HMS. In 2010 sloot deze de deuren, en maakte plaats voor woningbouw.

## Afleidingen van Assum
Het Heemskerkse Slot Assumburg ontleent haar naam aan de buurtschap Assum. Het is vrijwel zeker dat het huis dateert uit de 13e eeuw, later dan het ontstaan van Assum. Onder de naam Assumburg komt het kasteel het eerst in 1454 voor. Voordien stond het bekend als Williaems Woninghe van Velsen en het werd zoals de naam al aanduidt, bewoond door de familie van Velsen.
Het was gebruikelijk als een kasteelheer of vrouwe een aantal boerderijen had die de landerijen eromheen beheerde en agrarisch benutte. Toch heeft Assum deze functie niet vervuld voor Slot Assumburg, zoals soms werd vermoed. Assum bestond eerder dan het slot, en bovendien werden in de eerste eeuwen Assum en Slot Assumburg gescheiden door water.
Er was ook een molen met de naam "Assum" of "Het Huis Assumburg". Deze heeft gestaan aan de Nauernasche Vaart te Assendelft, ten zuiden van en nabij de nu verdwenen draaibrug over die Vaart, bij het 'Vrouwenverdriet'.
Het was een zeer grote oliemolen van het type achtkante bovenkruier, bouwjaar 1780. Een gedeelte van de molenschuur diende de blokmaalder (meesterknecht) tot woning. Tot de eerste participanten behoorden Mr. Andries Adolf Deutz van Assendelft - waaraan de benaming van de molen kan worden toegeschreven - en R. Tip, te Westzaan. In het Olieslagerscontract werd de lading in 1780 opgenomen ten name van Willem en Jan Tip, de molen op die van Willem Bruygom Tip en Mr. Cornelis Deutz van Assendelft. In het begin der 19e eeuw was de molen eigendom van de koopman en reder Klaas Tholen, te Embden. (Zie onder andere de inleiding van 'Uit den Goeden Ouden Tijd', door Neeltje Mulder, 1912). Op 23 juli 1887 ontstond brand in de molen, doch het vuur werd spoedig geblust. Gesloopt in 1897 en vervoerd naar Nieuw-Vossemeer (Noord-Brabant, bij Steenbergen) en aldaar herbouwd als korenmolen. Hij was daar in 1942 nog in bedrijf.
Het Kennemer Wijn- en Biergilde voert als zelfgebrouwen huisbier het Assummer Stout. Deze naam is afgeleid van Assum.

## Perenras
In de omgeving van Assum is een historisch lokaal perenras gekweekt, de Assumer peer (ook gespeld als Assummer Peer of Assumerpeer). Deze hoogstamfruitboom, die vrij zoete peren voortbrengt, is in 2009 bij de herinrichting van de kasteeltuin van Slot Assumburg ook weer geplant. Hierdoor proberen pomologen dit oude perenras te behouden.
In het begin van de twintigste eeuw was er tevens een horeca-etablissement gevestigd met de naam "De Assummer Peer" aan de Kleis, de weg tussen Uitgeest en Heemskerk.

## Bekende inwoners
Voormalig profvoetballer Niels Kokmeijer (FC Volendam, SC Heerenveen, Haarlem, Go Ahead Eagles) woonde op Assum. Naast zijn bekendheid als voetballer, kreeg hij landelijke bekendheid doordat hij zijn voetballoopbaan moest beëindigen na een bijzonder zware overtreding van Spartaan Rachid Bouaouzan.
Dorpen en gehuchten: Assum · Limmerkoog · Uitgeest

Buurtschappen: Busch en Dam (deels) · Groot Dorregeest · Klein Dorregeest (deels)

Noord-Holland: Steden en dorpen in Noord-Holland      Nederland: Provincies · Gemeenten